# アドルフ・シネラー

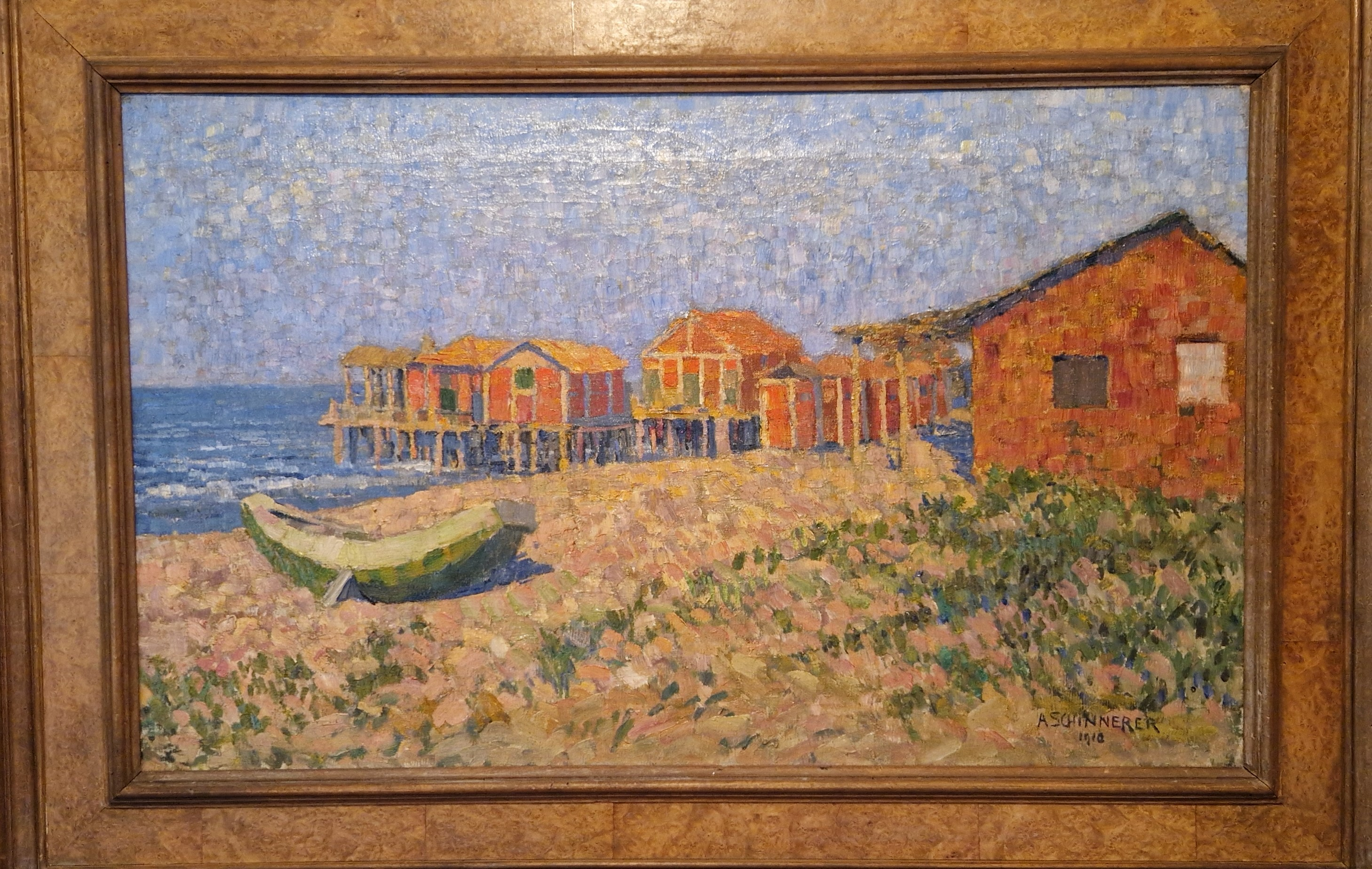
アドルフ・シネラー作「フォルテ・デイ・マルミの海岸の小屋」(1910)

アドルフ・シネラー（Adolf Schinnerer、1876年9月25日 - 1949年1月30日）は、ドイツの画家、版画家、イラストレーターである。

## 略歴
バイエルンのシュヴァルツェンバッハ・アン・デア・ザーレで牧師の父親のもとに生まれた。弟に美術史家になったヨハネス・シネラー(Johannes Schinnerer: 1883-1944）がいる。父親が1886年に亡くなった後、家族はエアランゲンに移り、その後近郊のテネンローエ（Tennenlohe）で育った。カールスルーエの美術学校でヴァルター・コンツやルートヴィヒ・シュミット＝ロイテ（Ludwig Schmid-Reutte）、ヴィルヘルム・トリュブナーらに学んだ。その後、ミュンヘン美術院で学び、ヴィラ・ロマーナ賞を受賞し、1909年から1910年にかけて、イタリアに1年間の滞在した。
はじめフランス印象派のスタイルでの人物画や風景画を描いていたが、少ない色数で広い部分を塗るスタイルに変わった。1913年に「ミュンヘン新分離派」の設立メンバーとなった。
第一次世界大戦中、歩兵や参謀として働いた後、1918年からミュンヘン近郊のハイムハウゼンのオッタースハウゼン（Ottershausen）に邸を買って、ハイムハウゼン芸術家村（Künstlerkolonie Haimhausen）を形成した画家の一人となり、オッタースハウゼンの邸とミュンヘンのアパートとで生涯活動した。1924年からミュンヘン美術院の版画と素描の教授となった。
教育活動に加えて、多くの作品を制作した。ドライポイント版画に優れ、1921年に出版されたシェイクスピアの『テンペスト』の挿絵など、多く書籍の挿絵を制作した。1922年の手紙の中で、すでに約700点の版画作品を制作し、のべ20,000枚ほどを印刷し販売し、100点ほどの絵画を描いたと書いている。1920年代は、しばしば展覧会の運営にも熱心で、多くの有名なアーティストと協議した。
ナチスが権力を掌握していた時代には、帝国造形芸術院の会員となり、17回の展覧会に参加した記録がある 。初期の作品はナチスの芸術規範では認められず、1937年にシネラーの作品は、「退廃芸術」の排除のために、いくつかの美術館などから没収された。
第二次世界大戦後の1945年にミュンヘン美術院の管理者代行（kommissarische Leitung）となり、1946年から会長となり、1947年に引退した。その他いくつかの美術家団体の再建に尽力した。
1949年にハイムハウゼンで亡くなった。
1904年、カールスルーエ出身の女性と結婚し、4人の子供がいた。1937年に最初の妻が亡くなった後すぐに、1934年に知り合っていた女性と再婚し、1941年と1942年に2人の子供が生まれた。息子のアルブレヒト・シネラー（Albrecht Schinnerer: 1941-2011）は映画「人形遣いのポーレ（Pole Poppenspäler）」の撮影者となった。

## 作品

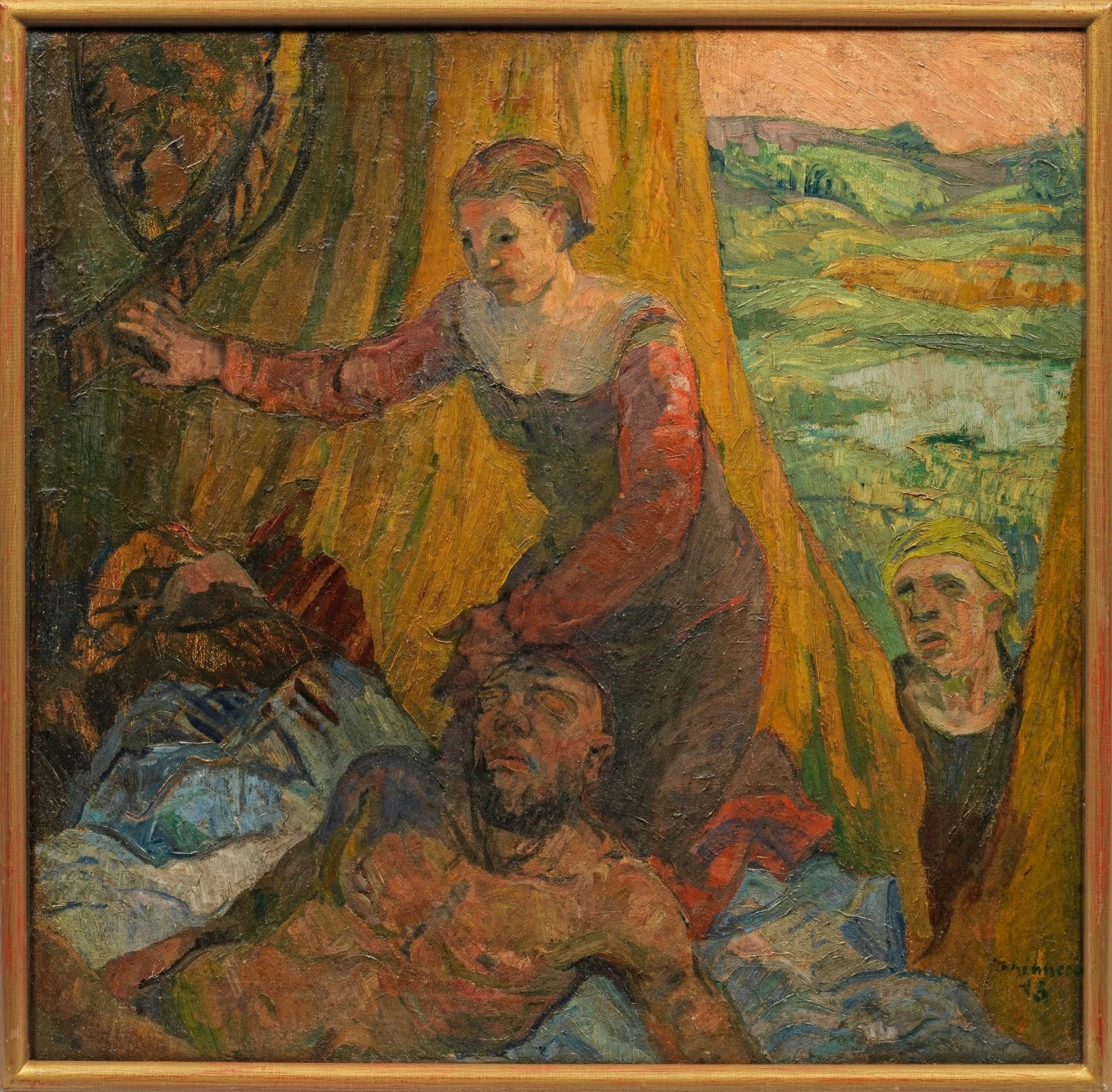
サムソンとデリラ (1918)
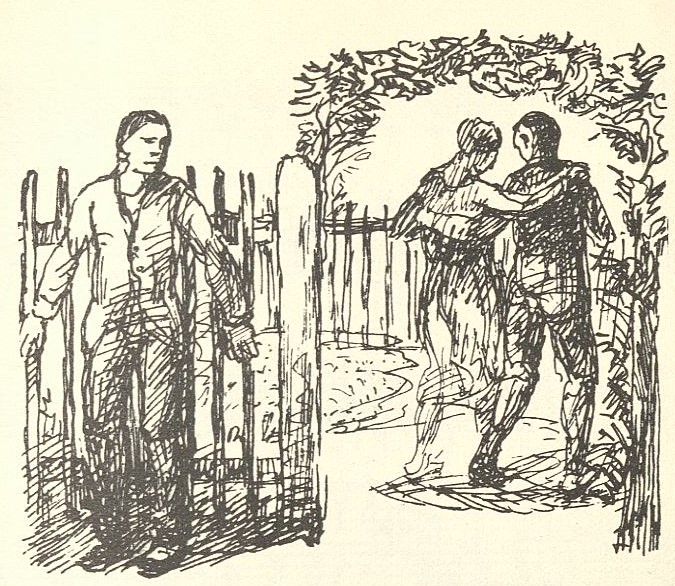
愛の悲しみ(1929)
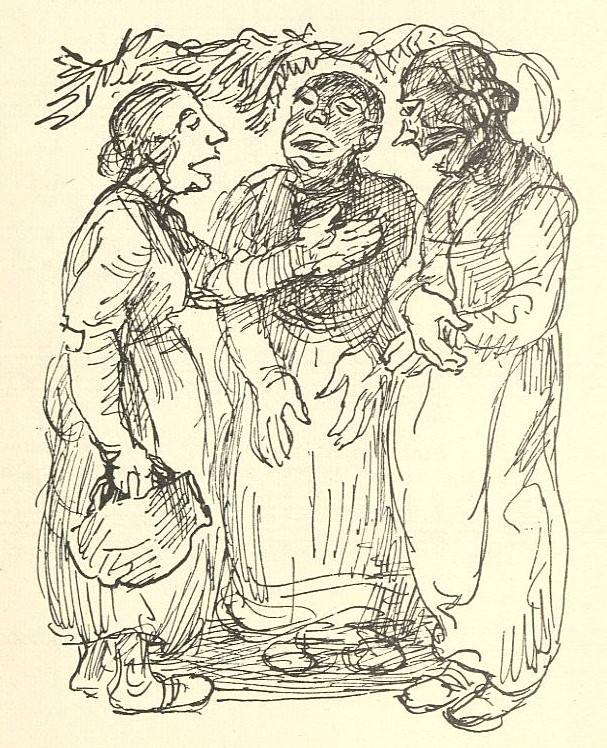
噂話(1929)
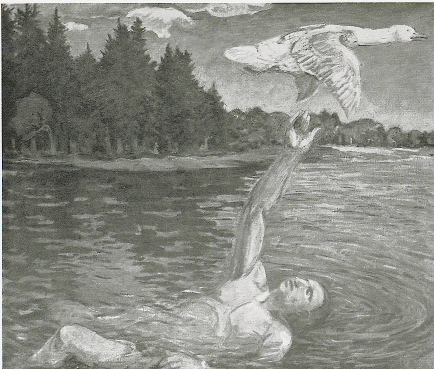
Der Schwimmer Reproduktion